# プレー式噴火

プレー式噴火: 1 噴煙柱, 2 降灰, 3 溶岩ドーム, 4 火山弾, 5 火砕流, 6 溶岩と火山灰の層, 7 地層, 8 火道, 9 マグマ溜り, 10 岩脈

プレー式噴火（プレーしきふんか、英語: Peléan eruption）は、火山の噴火様式のひとつである。粘稠なマグマ(特に流紋岩質、安山岩質)を含む場合に発生し、ブルカノ式噴火といくつかの共通点を持つ。
プレー式噴火の大きな特徴は、成長中の溶岩ドームが爆発を起こして発生する比較的小規模な火砕流（プレー型火砕流、英語: Peléean type pyroclastic flow）を伴うことである。短期間の降灰や、軽石丘の形成なども見られる場合がある。

## 例
- プレー山の噴火（1902年） － これが最初に確認された噴火であるため、プレー式噴火の由来となった[2][3][4]。
- ラミントン山の噴火（1951年）
- ベズイミアニ山の噴火（1956年）
- マヨン山の噴火（1968年）
- セント・ヘレンズ山の噴火（1980年）